# Dorothea van Saksen-Lauenburg (1511-1571)
Dorothea van Saksen-Lauenburg (Lauenburg, 9 juli 1511 - Sonderburg, 7 oktober 1571) was van 1534 tot 1559 koningin van Denemarken en Noorwegen. Zij behoorde tot het huis Saksen-Lauenburg.

## Levensloop
Dorothea was de oudste dochter van hertog Magnus I van Saksen-Lauenburg en diens echtgenote Catharina van Brunswijk-Wolfenbüttel, dochter van hertog Hendrik I van Brunswijk-Wolfenbüttel.
Op 29 oktober 1525 huwde de toen veertienjarige Dorothea in Lauenburg met de latere koning Christiaan III van Denemarken (1503-1559), erfgenaam van koning Frederik I van Denemarken. Haar bruidsschat bedroeg 15.000 gulden, wat in die tijd als uiterst gering gold. De eerste jaren na hun huwelijk leefde het echtpaar in Hadersleben en Tönning, waar Christiaan resideerde als stadhouder van het hertogdom Sleeswijk en het hertogdom Holstein. In 1534 werden Christiaan en Dorothea koning en koningin van Denemarken en Noorwegen. Door de Gravenvete, die vrijwel meteen na de troonbestijging van Christiaan uitbrak, kon ze pas op 12 augustus 1537 tot koningin gekroond worden.
Bij haar huwelijk kreeg ze oorspronkelijk het eiland Funen toegewezen als lijfgeding. In 1548 werd haar lijfgeding aangepast en kreeg ze Koldingen, Randers, Sonderburg en Norburg toegewezen. Na het overlijden van Christiaan III in 1559 resideerde Dorothea in Koldingen. Kort na Christiaans dood wilde ze hertrouwen met zijn jongere broer Johan II van Sleeswijk-Holstein-Hadersleben, op wie ze nog tijdens haar huwelijk met Christiaan verliefd geworden was. Omdat Johan tien jaar jonger was dan haar, stuitten haar plannen op het verzet van haar zoon Frederik II en verschillende theologen en gingen ze uiteindelijk niet door.
Door de Zevenjarige Oorlog verslechterde de relatie tussen Dorothea en Frederik II, die nooit echt nauw was, nog meer. Ze verzette zich tegen deze oorlog, waarin Frederik in feite Zweden wilde veroveren. Nadat Frederik in 1567 ontdekte dat Dorothea zijn broer Magnus stiekem wilde uithuwelijken aan prinses Sophia van Zweden om op die manier vrede tot stand te brengen, beschouwde hij haar als een verraadster en werd ze verbannen naar het kasteel van Sonderburg. Dorothea bleef er de rest van haar leven en overleed er in oktober 1571 op 60-jarige leeftijd. Ze werd bijgezet in de Kathedraal van Roskilde, naast haar echtgenoot. Na haar dood ging haar lijfgeding naar haar zoon Johan.

## Nakomelingen
Dorothea en Christiaan III kregen zes kinderen:
- een doodgeboren kind (1532)
- Anna (1532-1585), huwde in 1548 met keurvorst August van Saksen
- Frederik II (1534-1588), koning van Denemarken en Noorwegen
- Magnus (1540-1583), koning van Lijfland
- Johan (1545-1622), hertog van Sleeswijk-Holstein-Sonderburg
- Dorothea (1546-1617), huwde in 1561 met hertog Willem V van Brunswijk-Lüneburg

- Gemeinsame Normdatei: 132140594
- International Standard Name Identifier: 0000 0003 8162 4183
- Nederlandse Thesaurus van Auteursnamen: 191848778
- LIBRIS: 324110
- Virtual International Authority File: 261425457
- WorldCat: E39PBJfWTVtVw4PkmdfFBMYdcP